# Liste d'abbayes cisterciennes en Allemagne
Pour un article plus général, voir Liste d'abbayes cisterciennes.

Blason de l'ordre cistercien.

Cet article liste les abbayes cisterciennes actives ou ayant existé sur le territoire allemand actuel. Il s'agit des abbayes de religieux (moines et moniales) appartenant à l'ordre cistercien.

## Remarques
Ces abbayes ont appartenu, à différentes époques, à des ordres, des congrégations ou des groupements, dont les principaux, pour les abbayes allemandes, sont :
- les cisterciens de la primitive observance
- les cisterciens réformés ou cisterciens de la stricte observance ou trappistes

Les dates indiquées entre parenthèses correspondent au début et à la fin du statut d'abbaye cistercienne, mais ne coïncident pas obligatoirement avec la création et avec la disparition du monastère.
Les abbayes cisterciennes actives sont signalées en caractères gras.
| Abbayes d'hommes  |
| Abbayes de femmes |

Ne figurent pas dans cette liste les prieurés conventuels ou les prieurés simples dépendant des abbayes citées.

## Liste
| N°  | Nom                            | Coordonnées                       | Commune             | Land                                 | Diocèse               | Famille                                           | Date début            | Date fin         | Image |
| --- | ------------------------------ | --------------------------------- | ------------------- | ------------------------------------ | --------------------- | ------------------------------------------------- | --------------------- | ---------------- | ----- |
| 070 | Altenberg                      | 51° 03′ 17″ nord, 7° 07′ 58″ est  | Odenthal            | Rhénanie- du-Nord- Westphalie        | Cologne               | Cisterciens                                       | 1133                  | 1803             |       |
| 492 | Altzelle                       | 51° 03′ 31″ nord, 13° 18′ 04″ est | Nossen              | Saxe                                 | Dresde- Meissen       | Cisterciens                                       | 1175                  | 1540             |       |
| 091 | Amelungsborn                   | 51° 53′ 50″ nord, 9° 35′ 34″ est  | Negenborn           | Basse- Saxe                          | Hildesheim            | Cisterciens                                       | 1135                  | 1542             |       |
| 434 | Arnsburg                       | 50° 29′ 38″ nord, 8° 47′ 35″ est  | Lich                | Hesse                                | Mayence               | Bénédictins Cisterciens                           | 1151 1174             | 1174 1803        |       |
| 492 | Bebenhausen                    | 48° 33′ 41″ nord, 9° 03′ 37″ est  | Tübingen            | Bade-Wurtemberg                      | Rottenburg- Stuttgart | Prémontrés Cisterciens                            | 1151 1921             | 1553 1931        |       |
| 727 | Bottenbroich                   | 50° 41′ 43″ nord, 7° 12′ 50″ est  | Kerpen              | Rhénanie- du-Nord- Westphalie        | Cologne               | Prémontrées Cisterciennes Cisterciens             | 1222 12.. 1448        | 12.. 1448 1802   |       |
| 523 | Bredelar                       | 51° 25′ 04″ nord, 8° 46′ 20″ est  | Marsberg            | Rhénanie- du-Nord- Westphalie        | Paderborn             | Prémontrés Cisterciens                            | 1170 1196             | 1196 1804        |       |
| 326 | Bronnbach                      | 49° 42′ 45″ nord, 9° 32′ 53″ est  | Wertheim            | Bade-Wurtemberg                      | Fribourg              | Cisterciens                                       | 1183 1190             | 1187 1534        |       |
| 503 | Buch « Klosterbuch »           | 51° 09′ 08″ nord, 12° 59′ 13″ est | Leisnig             | Saxe                                 | Dresde- Meissen       | Cisterciens                                       | 1192                  | 1525             |       |
| 661 | Chorin                         | 52° 53′ 35″ nord, 13° 53′ 01″ est | Chorin              | Brandebourg                          | Berlin                | Prémontrés Cisterciens                            | 1231 1260             | 1260 1540        |       |
| 423 | Dargun (de)                    | 53° 53′ 32″ nord, 12° 51′ 42″ est | Dargun              | Mecklembourg- Poméranie- Occidentale | Hambourg              | Cisterciens                                       | 1172                  | 1552             |       |
| 657 | Disibodenberg                  | 49° 46′ 36″ nord, 7° 42′ 03″ est  | Odernheim am Glan   | Rhénanie- Palatinat                  | Limburg               | Bénédictins Cisterciens                           | 700 1259              | 1259 1555        |       |
| 413 | Doberan (de)                   | 54° 06′ 28″ nord, 11° 54′ 35″ est | Bad Doberan         | Mecklembourg- Poméranie- Occidentale | Hambourg              | Cisterciens                                       | 1171                  | 1552             |       |
| 390 | Dobrilugk (de) ou Dobrilugh    | 51° 36′ 39″ nord, 13° 32′ 43″ est | Doberlug- Kirchhain | Brandebourg                          | Görlitz               | Cisterciens                                       | 1165                  | 1541             |       |
|     | Duissern                       | 51° 26′ 13″ nord, 6° 45′ 51″ est  | Duisbourg           | Rhénanie- Palatinat                  | Cologne               | Cisterciens                                       | 1234                  | 1802             |       |
| 048 | Eberbach                       | 50° 02′ 36″ nord, 8° 02′ 47″ est  | Eltville            | Hesse                                | Limburg               | Cisterciens                                       | 1135                  | 1803             |       |
| 028 | Ebrach                         | 49° 50′ 50″ nord, 10° 29′ 42″ est | Ebrach              | Bavière                              | Bamberg               | Cisterciens                                       | 1127                  | 1803             |       |
| 524 | Eldena « Ludwigslust »         | 54° 05′ 22″ nord, 13° 27′ 09″ est | Greifswald          | Mecklembourg- Poméranie- Occidentale | Hambourg              | Cisterciens                                       | 1199                  | 1535             |       |
|     | Eppinghoven                    | 51° 09′ 17″ nord, 6° 40′ 46″ est  | Neuss               | Rhénanie- du-Nord- Westphalie        | Aix-la- Chapelle      | Cisterciens Chanoinesses                          | 1214 1650             | 1650 1794        |       |
| 290 | Eußerthal                      | 49° 50′ 50″ nord, 10° 29′ 42″ est | Eußerthal           | Rhénanie- Palatinat                  | Spire                 | Cisterciens                                       | 1148                  | 1561             |       |
| 664 | Fürstenfeld                    | 48° 10′ 11″ nord, 11° 14′ 58″ est | Fürstenfeldbruck    | Bavière                              | Munich                | Cisterciens                                       | 1261                  | 1803             |       |
| 677 | Fürstenzell                    | 48° 31′ 16″ nord, 13° 19′ 11″ est | Fürstenzell         | Bavière                              | Passau                | Cisterciens Maristes                              | 1274 1930             | 1803 2007        |       |
| 166 | Georgenthal                    | 48° 29′ 28″ nord, 9° 21′ 26″ est  | Georgenthal         | Thuringe                             | Erfurt                | Cisterciens                                       | 1142                  | 1528             |       |
| 700 | Gotteszell                     | 48° 57′ 50″ nord, 12° 57′ 56″ est | Gotteszell          | Bavière                              | Ratisbonne            | Cisterciens                                       | 1285                  | 1803             |       |
| 740 | Grevenbroich                   | 48° 29′ 28″ nord, 9° 21′ 26″ est  | Grevenbroich        | Rhénanie- du-Nord- Westphalie        | Aix-la- Chapelle      | Guillemite Cisterciens                            | 1297 1628             | 1628 1802        |       |
| 621 | Grünhain (de)                  | 50° 34′ 46″ nord, 12° 48′ 52″ est | Grünhain- Beierfeld | Saxe                                 | Dresde- Meissen       | Cisterciens                                       | 1230                  | 1536             |       |
|     | Güterstein                     | 48° 29′ 28″ nord, 9° 21′ 26″ est  | Bad Urach           | Bade-Wurtemberg                      | Constance             | Cisterciens Bénédictins Chartreux                 | 12.. 1439             | 12.. 1439 1535   |       |
| 147 | Hardehausen                    | 51° 33′ 02″ nord, 8° 59′ 57″ est  | Warburg             | Rhénanie- du-Nord- Westphalie        | Paderborn             | Cisterciens                                       | 1140                  | 1803             |       |
| 067 | Heilsbronn                     | 49° 20′ 16″ nord, 10° 47′ 31″ est | Heilsbronn          | Bavière                              | Bamberg               | Cisterciens                                       | 1132                  | 1578             |       |
| 487 | Heisterbach                    | 50° 41′ 43″ nord, 7° 12′ 50″ est  | Königswinter        | Rhénanie- du-Nord- Westphalie        | Cologne               | Cisterciens                                       | 1189                  | 1803             |       |
| 228 | Herrenalb                      | 48° 47′ 46″ nord, 8° 26′ 11″ est  | Bad Herrenalb       | Bade- Wurtemberg                     | Rottenburg- Stuttgart | Cisterciens                                       | 1147                  | 1535             |       |
| 692 | Hiddensee                      | 54° 11′ 10″ nord, 12° 52′ 32″ est | Hiddensee           | Mecklembourg- Poméranie- Occidentale | Berlin                | Cisterciens                                       | 1296                  | 1536             |       |
| 694 | Himmelpfort                    | 50° 01′ 40″ nord, 6° 45′ 23″ est  | Himmelpfort         | Brandebourg                          | Berlin                | Cisterciens                                       | 1299                  | 1541             |       |
| 075 | Himmerod                       | 50° 01′ 40″ nord, 6° 45′ 23″ est  | Großlittgen         | Rhénanie- Palatinat                  | Trèves                | Cisterciens                                       | 1134 1819             | 1802 -           |       |
| 610 | Hude                           | 53° 07′ 02″ nord, 8° 26′ 56″ est  | Hude                | Basse- Saxe                          | Münster               | Cisterciens                                       | 1192                  | 1536             |       |
| 601 | Ihlow (de) « Ostfriesland »    | 53° 23′ 53″ nord, 7° 26′ 14″ est  | Ihlow               | Basse- Saxe                          | Osnabrück             | Cisterciens                                       | 1228                  | 1527             |       |
| 078 | Kaisheim                       | 48° 46′ 01″ nord, 10° 47′ 53″ est | Kaisheim            | Bavière                              | Augsbourg             | Cisterciens                                       | 1133                  | 1802             |       |
| 020 | Kamp                           | 51° 30′ 09″ nord, 6° 30′ 57″ est  | Kamp-Lintfort       | Rhénanie-du-Nord-Westphalie          | Münster               | Cisterciens                                       | 1123                  | 1803             |       |
| 726 | Kleinburlo « Darfeld »         | 52° 02′ 53″ nord, 7° 15′ 00″ est  | Rosendahl           | Rhénanie- du-Nord- Westphalie        | Münster               | Cisterciens Trappistes                            | 1448 1803             | 1803 1811        |       |
| 696 | Königsbronn                    | 48° 44′ 18″ nord, 10° 07′ 00″ est | Königsbronn         | Bade- Wurtemberg                     | Rottenburg- Stuttgart | Cisterciens                                       | 1302                  | 1553             |       |
| 069 | Langheim                       | 49° 50′ 50″ nord, 10° 29′ 42″ est | Lichtenfels         | Bavière                              | Bamberg               | Cisterciens                                       | 1132                  | 1803             |       |
| 465 | Lehnin                         | 51° 30′ 09″ nord, 6° 30′ 57″ est  | Kloster Lehnin      | Brandebourg                          | Berlin                | Cisterciens                                       | 1180                  | 1542             |       |
|     | Lichtenthal                    | 48° 44′ 42″ nord, 8° 15′ 22″ est  | Lichtenthal         | Bade- Wurtemberg                     | Fribourg-en-Brisgau   | Cisterciennes                                     | 1245                  | -                |       |
| 384 | Loccum (de)                    | 52° 27′ 07″ nord, 9° 09′ 01″ est  | Rehburg- Loccum     | Basse- Saxe                          | Hildesheim            | Cisterciens                                       | 1163                  | 1585             |       |
| 475 | Marienfeld (de) in Harsewinkel | 51° 56′ 46″ nord, 8° 16′ 53″ est  | Harsewinkel         | Basse- Saxe                          | Münster               | Cisterciens                                       | 1185                  | 1803             |       |
| 725 | Mariengarden                   | 51° 54′ 23″ nord, 6° 46′ 41″ est  | Borken              | Basse-Saxe                           | Hildesheim            | Cisterciens Guillemites Cisterciens Oblats        | 1220 1242 1245 1920   | 1242 1245 1803 - |       |
| 639 | Marienrode                     | 52° 06′ 51″ nord, 9° 54′ 55″ est  | Hildesheim          | Basse-Saxe                           | Hildesheim            | Augustiniens Cisterciens Bénédictines             | 1125 1259 1988        | 1259 1803 -      |       |
| 571 | Marienstatt (de)               | 50° 41′ 05″ nord, 7° 48′ 10″ est  | Streithausen        | Rhénanie- Palatinat                  | Limburg               | Cisterciens                                       | 1212 1888             | 1803 -           |       |
| 139 | Maulbronn                      | 49° 00′ 04″ nord, 8° 48′ 46″ est  | Maulbronn           | Bade- Wurtemberg                     | Rottenburg- Stuttgart | Cisterciens                                       | 1139 1630             | 1557 1648        |       |
| 221 | Michaelstein                   | 51° 48′ 22″ nord, 10° 54′ 51″ est | Blankenburg (Harz)  | Saxe-Anhalt                          | Magdebourg            | Cisterciens                                       | 1139 1629 1636        | 1542 1631 1640   |       |
| 614 | Neuenkamp « Franzburg »        | 54° 11′ 10″ nord, 12° 52′ 32″ est | Franzburg           | Mecklembourg- Poméranie- Occidentale | Berlin                | Cisterciens                                       | 1231                  | 1535             |       |
| 682 | Neuzelle                       | 52° 05′ 26″ nord, 14° 39′ 08″ est | Neuzelle            | Brandebourg                          | Görlitz               | Cisterciens                                       | 1268                  | 1817             |       |
|     | Oberschönenfeld                | 48° 18′ 44″ nord, 10° 43′ 35″ est | Gessertshausen      | Bavière                              | Augsbourg             | Cisterciennes                                     | 1211 1836             | 1803 -           |       |
| 205 | Otterberg                      | 49° 30′ 11″ nord, 7° 46′ 26″ est  | Otterberg           | Rhénanie- Palatinat                  | Mayence               | Cisterciens                                       | 1145                  | 1561             |       |
| 060 | Pforta                         | 51° 08′ 32″ nord, 11° 45′ 09″ est | Bad Kösen           | Saxe-Anhalt                          | Magdebourg            | Cisterciens                                       | 1132                  | 1540             |       |
|     | Pielenhofen                    | 49° 04′ 24″ nord, 11° 57′ 26″ est | Pielenhofen         | Bavière                              | Ratisbonne            | Cisterciennes Carmélites Visitandines (1838-2010) | 1240 1806 1838        | 1803 1838 2010   |       |
| 190 | Raitenhaslach                  | 48° 07′ 43″ nord, 12° 47′ 16″ est | Burghausen          | Bavière                              | Passau                | Cisterciens                                       | 1143                  | 1803             |       |
| 493 | Reinfeld                       | 53° 49′ 55″ nord, 10° 28′ 46″ est | Reinfeld (Holstein) | Schleswig-Holstein                   | Schleswig (de)        | Cisterciens                                       | 1186                  | 1582             |       |
| 372 | Reifenstein                    | 51° 20′ 49″ nord, 10° 21′ 49″ est | Kleinbartloff       | Thuringe                             | Erfurt                | Cisterciens                                       | 1162                  | 1803             |       |
| 209 | Riddagshausen (de)             | 52° 16′ 03″ nord, 10° 34′ 38″ est | Brunswick           | Basse- Saxe                          | Hildesheim            | Cisterciens                                       | 1145                  | 1568             |       |
| 502 | Rüde                           | 54° 49′ 54″ nord, 9° 32′ 37″ est  | Glücksburg          | Schleswig-Holstein                   | Hambourg              | Cisterciens                                       | 1192                  | 1538             |       |
|     | Saarn                          | 51° 24′ 11″ nord, 6° 52′ 54″ est  | Mülheim             | Rhénanie- du-Nord- Westphalie        | Aix-la- Chapelle      | Cisterciens                                       | 1200                  | 1808             |       |
| 125 | Salem                          | 47° 46′ 35″ nord, 9° 16′ 39″ est  | Salem               | Bade- Wurtemberg                     | Fribourg              | Cisterciens                                       | 1138                  | 1804             |       |
| 636 | Scharnebeck                    | 53° 17′ 35″ nord, 10° 30′ 39″ est | Scharnebeck         | Basse- Saxe                          | Hildesheim            | Cisterciens                                       | 1243                  | 1531             |       |
| 202 | Schönau                        | 49° 26′ 09″ nord, 8° 48′ 34″ est  | Schönau             | Bade- Wurtemberg                     | Worms                 | Cisterciens                                       | 1145                  | 1556             |       |
| 358 | Schöntal                       | 49° 19′ 44″ nord, 9° 30′ 20″ est  | Schöntal            | Bade- Wurtemberg                     | Rottenburg- Stuttgart | Cisterciens                                       | 1156                  | 1803             |       |
|     | Seligenthal                    | 48° 32′ 32″ nord, 12° 08′ 53″ est | Landshut            | Bavière                              | Ratisbonne            | Cisterciennes                                     | 1232 1834             | 1803 -           |       |
| 125 | Sittichenbach                  | 51° 27′ 55″ nord, 11° 31′ 03″ est | Eisleben            | Saxe- Anhalt                         | Münster               | Cisterciens                                       | 1141                  | 1540             |       |
|     | Sterkrade « Marienbächlein »   | 51° 24′ 11″ nord, 6° 52′ 54″ est  | Oberhausen          | Rhénanie- du-Nord- Westphalie        | Aix-la- Chapelle      | Cisterciennes Divine Providence (de)              | 1240 1898             | 1809 -           |       |
|     | Stiepel                        | 51° 25′ 54″ nord, 7° 13′ 43″ est  | Bochum              | Rhénanie- du-Nord- Westphalie        | Münster               | Cisterciennes                                     | 1988                  | -                |       |
| 697 | Stolpe an der Peene            | 53° 52′ 24″ nord, 13° 33′ 43″ est | Stolpe an der Peene | Mecklembourg- Poméranie- Occidentale | Berlin                | Bénédictins Cisterciens                           | 1153 1305             | 1305 1535        |       |
| 361 | Tennenbach                     | 48° 08′ 42″ nord, 7° 53′ 46″ est  | Freiamt             | Bade- Wurtemberg                     | Fribourg              | Cisterciens                                       | 1158                  | 1806             |       |
|     | Tiefenthal                     | 50° 03′ 40″ nord, 8° 07′ 10″ est  | Eltville            | Hesse                                | Limburg               | Prémontrées Cisterciennes Pauvres Servantes       | XIIe siècle 1237 1898 | 1237 1803 -      |       |
| 049 | Volkenroda                     | 51° 15′ 00″ nord, 10° 34′ 04″ est | Körner              | Thuringe                             | Erfurt                | Cisterciens Jesus- Bruderschaft (de)              | 1153 1994             | 1641 -           |       |
| 728 | Walberberg                     | 50° 47′ 37″ nord, 6° 54′ 37″ est  | Bornheim            | Rhénanie- du-Nord- Westphalie        | Cologne               | Cisterciennes Cisterciens                         | 1197 1452             | 1452 1591        |       |
| 192 | Walderbach                     | 49° 11′ 04″ nord, 12° 22′ 42″ est | Walderbach          | Bavière                              | Ratisbonne            | Augustiniens Cisterciens                          | 1140 11.. 1669        | 11.. 1546 1803   |       |
| 071 | Waldsassen                     | 50° 00′ 14″ nord, 12° 18′ 34″ est | Waldsassen          | Bavière                              | Ratisbonne            | Cisterciens Cisterciennes                         | 1133 1661 1863        | 1546 1803 -      |       |
| 032 | Walkenried                     | 51° 34′ 59″ nord, 10° 37′ 09″ est | Walkenried          | Basse-Saxe                           | Hildesheim            | Cisterciens                                       | 1129                  | 1546             |       |
| 414 | Wörschweiler                   | 49° 17′ 03″ nord, 7° 18′ 27″ est  | Hombourg            | Sarre                                | Hildesheim            | Bénédictins Cisterciens                           | 1130 1171             | 1171 1558        |       |
| 418 | Zinna                          | 52° 01′ 33″ nord, 13° 06′ 07″ est | Jüterbog            | Brandebourg                          | Berlin                | Cisterciens                                       | 1171                  | 1553             |       |